# Uperoleia mjobergii
Espèce
Synonymes
- Pseudophryne mjobergii Andersson, 1913

Statut de conservation UICN

 LC  : Préoccupation mineure
Uperoleia mjobergii est une espèce d'amphibiens de la famille des Myobatrachidae.

## Répartition
Cette espèce est endémique du Nord-Est de l'Australie-Occidentale. Elle se rencontre jusqu'à 300 m d'altitude dans la région de Kimberley,.

## Étymologie
Cette espèce est nommée en l'honneur d'Eric Georg Mjöberg (1882-1938).

## Publication originale
- Andersson, 1913 : Results of Dr. E. Mjöbergs Swedish Scientific Expeditions to Australia 1910-13. 4. Batrachians. Kongliga Svenska Vetenskaps Akademiens Handlingar, Stockholm, vol. 52, p. 1-26 (texte intégral).